# Isländisch-osttimoresische Beziehungen
Die isländisch-osttimoresischen Beziehungen beschreiben das zwischenstaatliche Verhältnis von Island und Osttimor.

## Geschichte

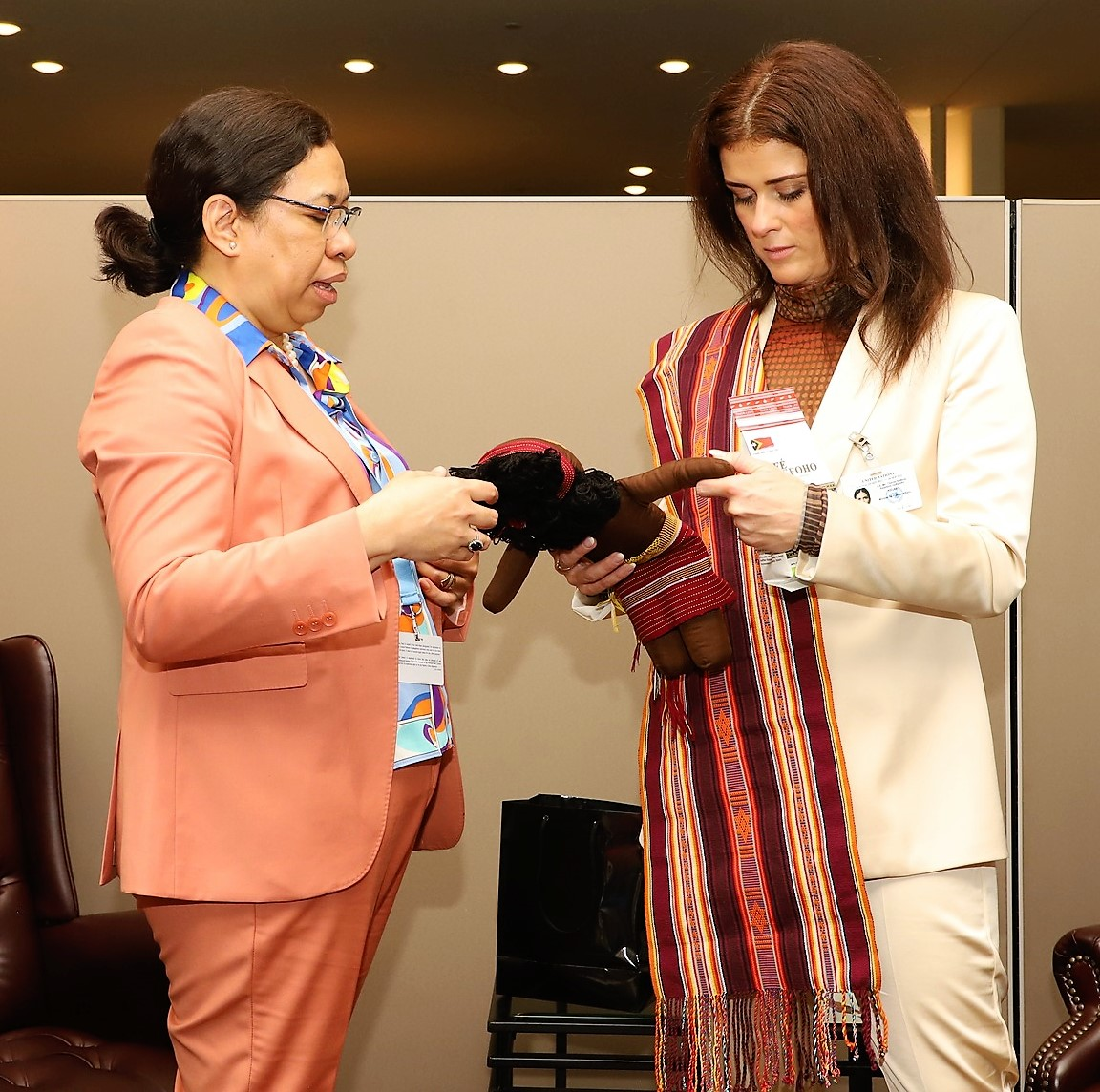
Adaljíza Magno und Þórdís Kolbrún R. Gylfadóttir (2022)

Island und Osttimor nahmen am 4. Dezember 2003 diplomatische Beziehungen auf.
Die isländische Entwicklungshilfeagentur Iceida unterstützte Osttimor beim Wiederaufbau nach dem Abzug der Indonesier 1999. Außerdem bat Osttimors Außenminister José Ramos-Horta seinen Amtskollegen Halldór Ásgrímsson um Hilfe beim Aufbau des Fischereihafens. Im Sommer 2000 besuchte Ramos-Horta Island.
2022 trafen die beiden Außenministerinnen der Länder Adaljíza Magno und Þórdís Kolbrún R. Gylfadóttir in New York bei den Vereinten Nationen aufeinander. Unter anderen sprachen sie über die Möglichkeit der Kooperation im Bereich der Fischerei.

## Diplomatie
Island wird durch seine Botschaft in Tokio (Japan) in Osttimor vertreten. Osttimor verfügt über keine Botschaft in Island.

## Wirtschaft
Für 2018 gibt das Statistische Amt Osttimors keine Handelsbeziehungen zwischen Island und Osttimor an.